# William L. Carlisle
William L. „Bill“ Carlisle (* 4. Mai 1890 in Chester County, Pennsylvania; † 19. Juni 1964 in Coatesville, Chester County, Pennsylvania) war einer der letzten Zugräuber des US-amerikanischen Westens. Er wurde als „Wild Bill“ und als „The White-Masked Bandit“ (dt. Der weiß maskierte Bandit) bekannt, wurde aber oft auch als „Robin Hood of the Rails“ (dt. Robin Hood der Schienen) bezeichnet, da er während seiner Raubüberfälle niemanden verletzte und grundsätzlich kein Geld von Frauen, Kindern oder heimkehrenden Soldaten nahm.

## Leben

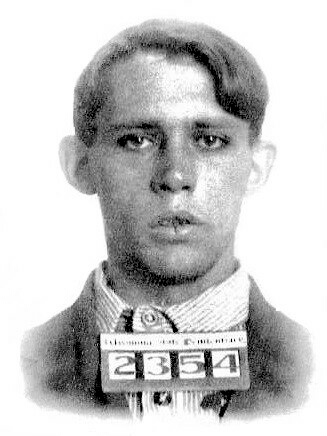
William L. Carlisle (1918)

Carlisle wurde als William Lawrence Cottrell (manche Quellen referenzieren auch Walter als Vornamen) als jüngstes von fünf Kindern geboren. Sein Vater, David Cottrell, war ein 60-jähriger Bürgerkriegsveteran und seine Mutter Salome Lentz eine 37-jährige Hausfrau. Seine Mutter starb, als er neun Monate alt war; aufgrund des ebenfalls schlechten Gesundheitszustands seines Vaters wurden er und seine Geschwister in ein Waisenhaus gebracht.
Im Alter von drei Jahren wurde er von Verwandten wieder aus dem Waisenhaus geholt, aber innerhalb der Familie weitergereicht. Es ist bekannt, dass er in Hagerstown, Maryland, die Schule besuchte und Mitglied der römisch-katholischen Kirche St. Cecilia sowie der Kolumbusritter in Laramie im US-Bundesstaat Wyoming war. Über seine weitere Ausbildung ist nichts bekannt.
Als Jugendlicher begann er auf Güterzügen zu reisen und war ab 1905 ein Hobo. Als Hobo werden in den Vereinigten Staaten Landstreicher und Wanderarbeiter bezeichnet, die oft illegal auf Güterzügen von Ort zu Ort reisten und von Gelegenheitsarbeit lebten. So arbeitete er in einer Feldküche (engl. chuck wagon trailer) und bei der Westwood Fire Company in Pennsylvania. Im Jahr 1907, im Alter von 17 Jahren, fuhr er mit dem Zug nach Montana, wo er auf einer Ranch arbeitete.
Anfang 1916, mittellos und mit nur einem Nickel in der Tasche, entschied sich Carlisle einen Zug zu überfallen, da dies ihm der schnellste Weg schien, um an Geld zu kommen. Mit einem weißen Tuch über dem Gesicht und mit einer Spielzeugpistole und einer .32-Kaliber-Pistole bewaffnet überfiel er am 9. Februar 1916 seinen ersten Zug in Wyoming. Während des Überfalls gab er Münzen an einen der Zugbegleiter zurück, um dessen verlorene Trinkgelder auszugleichen; er gab einem weiteren Mann einen Dollar, damit dieser sein Frühstück bezahlen konnte. Es ist überliefert, dass er sich vor einer Frau verbeugte, die versucht hatte ihm seine Waffe abzunehmen. In den nächsten zwei Monaten überfiel er zwei weitere Züge.
Am 22. April 1916 wurde Carlisle schließlich gefasst und am 10. Mai desselben Jahres, nach einem zweitägigen Prozess, zu lebenslanger Haft im Wyoming State Penitentiary in Rawlins verurteilt, wo er später in der Hemdenfabrik eine Anstellung fand. Aufgrund seiner guten Führung im Gefängnis wurde seine lebenslange Freiheitsstrafe im Jahr 1919 auf 25 bis 50 Jahre reduziert. Carlisle wollte jedoch nicht so lange warten und brach am 15. November 1919 – versteckt in einer Wäschekiste mit Hemden – aus.
Nach seiner Flucht überfiel er nur drei Tage später erneut einen Zug. Die meisten Passagiere waren Soldaten und Matrosen, Heimkehrer aus Frankreich während des Ersten Weltkriegs; von diesen nahm Carlisle kein Geld. Während des Überfalls kam es zu einem Handgemenge, nachdem ein junger Mann einen Revolver auf ihn gerichtet hatte. Carlisle schlug ihm die Waffe aus der Hand, wurde dabei jedoch durch einen Schuss an der linken Hand verletzt. Nach dem Überfall versteckte sich Carlisle in einer Hütte in der Nähe von Glendo, wo er von einem Suchtrupp am 2. Dezember 1919 gestellt und verhaftet wurde. Während der Festnahme kam es zu einem Schusswechsel und Carlisle wurde von Kugeln in der Lunge getroffen und auf dem Rücken eines Packpferdes schwer verletzt von der Hütte in ein Krankenhaus transportiert. Nach der Operation, bei der die Kugeln in seiner Lunge und seiner Hand entfernt wurden, und einem 33-tägigen Krankenhausaufenthalt kehrte er am 18. Dezember 1919 in das Wyoming State Penitentiary zurück.

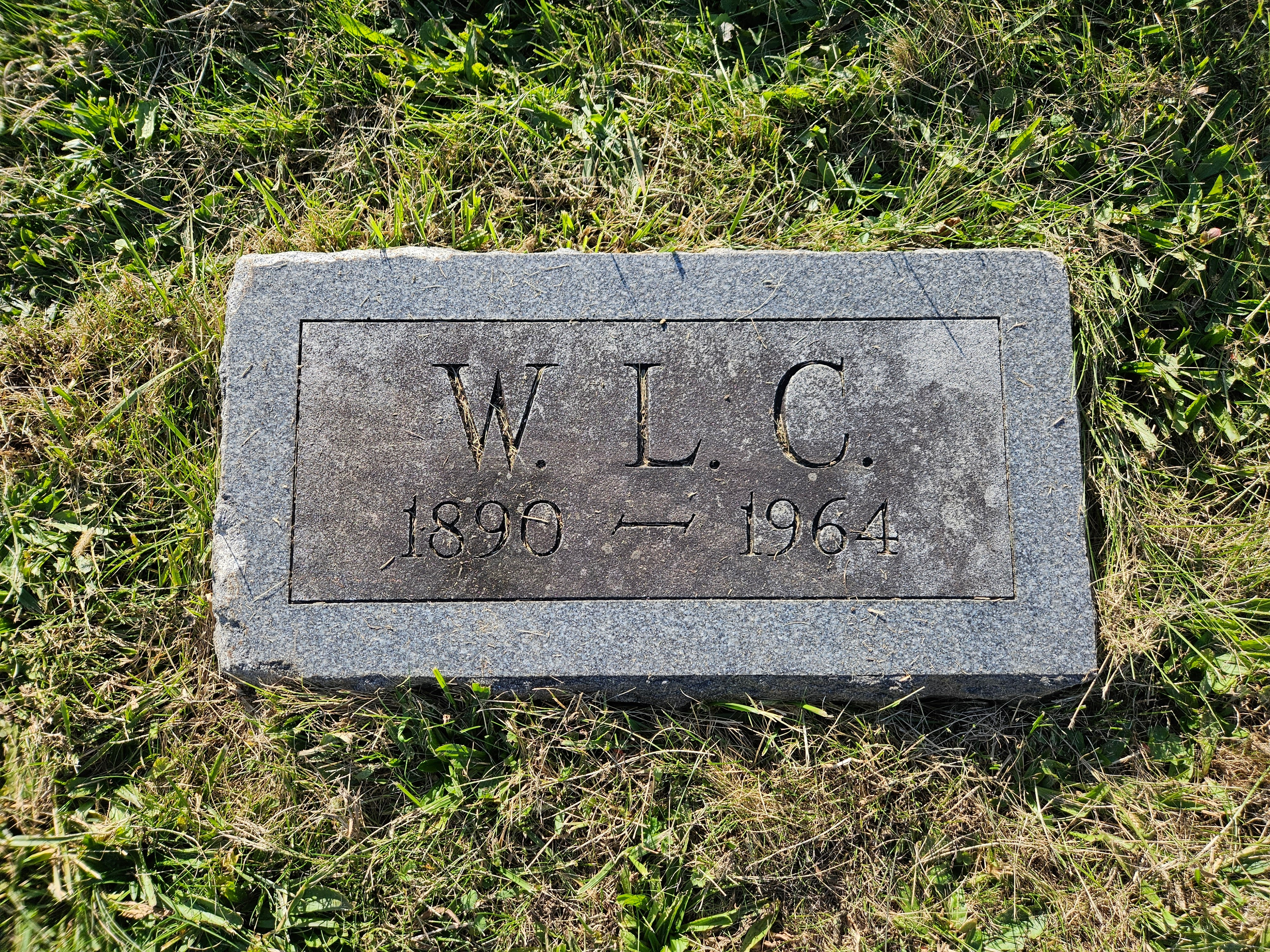
Grabstein in Wilmington

Carlisle wurde am 8. Januar 1936, nachdem er gut 20 Jahre im Gefängnis verbracht hatte, wegen guter Führung auf Bewährung entlassen und schließlich 1947 vom damaligen Gouverneur von Wyoming vollständig begnadigt. Nach seiner Entlassung lernte er seine künftige Ehefrau Lillian Lavina Berquest kennen, die sich als Krankenschwester nach einer Operation wegen eines Blinddarmdurchbruchs um ihn gekümmert hatte. Das Paar heiratete am 23. Dezember 1936 und adoptierte eine Tochter. Zu dieser Zeit arbeitete er als Wachmann und Hausmeister.
Später betrieben Carlisle und seine Frau zunächst ein Zigarrengeschäft und einen Zeitungskiosk in Kemmerer, bevor sie nach Laramie zogen, wo sie eine Tankstelle mit Cafeteria und später ein Motel eröffneten, das aufgrund seines Rufs florierte. In den 1940er Jahren reiste er zudem durch die Vereinigten Staaten, um Werbung für Western zu machen. Im Jahr 1946 schrieb er seine Autobiografie und verkaufte 1950 die Rechte seiner Geschichte – ein geplanter Film wurde nie gedreht. 1956 verkaufte das Paar das Motel in Laramie.
Nach dem Tod seiner Frau Lillian im Jahr 1962 kehrte der inzwischen an Krebs erkrankte Carlisle nach Pennsylvania zurück, wo er im Haus seiner Nichte Hilda Cammie und ihres Mannes Francis in Westwood, Coatesville, bis zu seinem Tod lebte und von ihnen gepflegt wurde. Carlisle starb im Alter von 74 Jahren infolge seiner Krebserkrankung und wurde von seiner Nichte und ihrem Ehemann, der Adoptivtochter und von seinen Schwestern Lydia und Karen überlebt. Er fand seine letzte Ruhe auf dem Riverview-Friedhof in Wilmington, Delaware.